# Thomas Klestil
Thomas Klestil ([ˈtoːmas ˈklɛstɪl]ⓘ; ur. 4 listopada 1932 w Wiedniu, zm. 6 lipca 2004 tamże) – austriacki dyplomata, urzędnik państwowy i polityk, w latach 1992–2004 prezydent Austrii.

## Życiorys
W 1957 ukończył studia z zakresu handlu zagranicznego w Wyższej Szkole Handlu Światowego w Wiedniu. W trakcie studiów dołączył do Austriackiej Partii Ludowej (ÖVP).
Pracę zawodową podjął w urzędzie kanclerza Austrii, w 1959 został zatrudniony w austriackiej służbie dyplomatycznej. Został austriackim przedstawicielem przy OEEC w Paryżu. Od 1962 attaché handlowy w Waszyngtonie, a od 1966 sekretarz osobisty kanclerza Josefa Klausa. W 1969 został konsulem generalnym Austrii w Los Angeles. Od 1974 był odpowiedzialny za przeniesienie do Wiednia siedzib kilku agend ONZ. W 1978 powołany na ambasadora Austrii przy Organizacji Narodów Zjednoczonych, a następnie od 1982 pełnił funkcję ambasadora Austrii w Stanach Zjednoczonych. W 1987 został sekretarzem generalnym w Ministerstwie Spraw Zagranicznych (najwyższym urzędnikiem ministerstwa).
W 1992 otrzymał nominację na stanowisko prezydenta Austrii z ramienia Austriackiej Partii Ludowej. W pierwszej turze wyborów z wynikiem 37,2% głosów zajął drugie miejsce za socjaldemokratą Rudolfem Streicherem. W drugiej turze głosowanie otrzymał 56,9% głosów, pokonując swojego kontrkandydata. Jako następca Kurta Waldheima objął urząd prezydenta 8 lipca 1992. W wyborach w 1998 z powodzeniem ubiegał się o reelekcję, wygrywając w pierwszej turze z wynikiem 63,4% głosów (drugie miejsce zajęła wówczas Gertraud Knoll, którą poparło 13,6% głosujących). Jego druga i ostatnia kadencja upływała 8 lipca 2004. Thomas Klestil jednak zmarł na zawał serca dwa dni przed tą datą. 9 lipca 2004 został pochowany w krypcie prezydenckiej na Cmentarzu Centralnym w Wiedniu.

## Odznaczenia
- Wielka Gwiazda Odznaki Honorowej za Zasługi dla Republiki Austrii (1992)
- Wielka Srebrna Odznaka Honorowa z Gwiazdą za Zasługi dla Republiki Austrii (1990)
- Wielka Srebrna Odznaka Honorowa za Zasługi dla Republiki Austrii (1980)
- Wielki Order Króla Tomisława (2001, Chorwacja)[6]
- Krzyż Wielki Legii Honorowej (1998, Francja)
- Łańcuch Orderu Izabeli Katolickiej (1995, Hiszpania)
- Kawaler Krzyża Wielkiego Orderu Lwa Niderlandzkiego (1994, Holandia)
- Order Wolności (2004, Kosowo)[7]
- Wielka Gwiazda Orderu Zasługi Księstwa Liechtenstein (1993)
- Krzyż Wielki Orderu Świętego Olafa (1996, Norwegia)
- Order Orła Białego (1998, Polska)[8]
- Wielki Łańcuch Orderu Infanta Henryka (2002, Portugalia)[9]
- Krzyż Wielki Orderu Gwiazdy Rumunii (1999)
- Order Podwójnego Białego Krzyża I klasy (1998, Słowacja)
- Order Królewski Serafinów (1997, Szwecja)
- Krzyż Wielki z Łańcuchem Orderu Zasługi Republiki Węgierskiej (2004)
- Kawaler Krzyża Wielkiego Udekorowany Wielką Wstęgą Orderu Zasługi Republiki Włoskiej (1993)[10]
- Honorowy Kawaler Krzyża Wielkiego Orderu św. Michała i św. Jerzego (Wielka Brytania)
- Order Stara Płanina (Bułgaria)